# Trabazos (Manzaneda)
Trabazos es un lugar situado en la parroquia de Placín, del municipio español de Manzaneda, en la provincia de Orense, Galicia.

## Demografía
| Gráfica de evolución demográfica de Trabazos entre 2000 y 2022 |
|                                                                |
| Datos según el nomenclátor publicado por el INE.               |